# Temple Rice Hollcroft
Temple Rice Hollcroft, Sr. (Alton, Indiana, 8 de abril de 1889 – 1967) foi um matemático estadunidense.
Hollcroft obteve um grau de B.S. em 1912 e A.B. em 1914 no Hanover College e um A.M. em 1915 na Universidade de Kentucky. Obteve em 1917 um Ph.D. na Universidade Cornell, orientado por Virgil Snyder.
Foi palestrante convidado do Congresso Internacional de Matemáticos em Zurique (1932: The general web of surfaces and the space involution defined by it).

## Publicações selecionadas
- Singularities of curves of given order. Bull. Amer. Math. Soc. 29 (1923) 407–414. doi:10.1090/S0002-9904-1923-03765-8
- Limits for actual double points of space curves. Bull. Amer. Math. Soc. 31 (1925) 42–55. doi:10.1090/S0002-9904-1925-03997-X
- Singularities of the Hessian. Bull. Amer. Math. Soc. 33 (1927) 90–96. doi:10.1090/S0002-9904-1927-04320-8
- Multiple points of algebraic curves. Bull. Amer. Math. Soc. 35 (1929) 841–849. doi:10.1090/S0002-9904-1929-04802-X
- Invariant postulation. Bull. Amer. Math. Soc. 36 (1930) 421–426. doi:10.1090/S0002-9904-1930-04964-2
- The bitangential curve. Bull. Amer. Math. Soc. 37 (1931) 82–84. doi:10.1090/S0002-9904-1931-05107-7
- The general web of algebraic surfaces of order n and the involution defined by it. Trans. Amer. Math. Soc. 35 (1933) 855–868. doi:10.1090/S0002-9947-1933-1501719-4
- Characteristics of multiple curves and their residuals. Bull. Amer. Math. Soc. 39 (1933) 959–961. doi:10.1090/S0002-9904-1933-05783-X
- The web of quadric hypersurfaces in r dimensions. Bull. Amer. Math. Soc. 41 (1935) 97–103. doi:10.1090/S0002-9904-1935-06022-7
- The web of quadrics. Bull. Amer. Math. Soc. 42 (1936) 937–944. doi:10.1090/S0002-9904-1936-06473-6
- The Binet of quadrics in S3. Trans. Amer. Math. Soc. 42 (1937) 32–40. doi:10.2307/1989673
- Branch-point manifolds associated with a linear system of primals. Bull. Amer. Math. Soc. 43 (1937) 379–383. doi:10.1090/S0002-9904-1937-06555-4
- The existence of algebraic plane curves. Bull. Amer. Math. Soc. 43 (1937) 503–521. doi:10.1090/S0002-9904-1937-06584-0
- The maximum number of distinct contacts of two algebraic surfaces. Bull. Amer. Math. Soc. 45 (1939) 158–163. doi:10.1090/S0002-9904-1939-06929-2
- Anomalous plane curve systems associated with singular surfaces. Bull. Amer. Math. Soc. 46 (1940) 252–257. doi:10.1090/S0002-9904-1940-07182-4